# Гайдуковка (Минский район)
Гайдуковка (бел. Гайдуко́ўка) — деревня в Минском районе Минской области Республики Беларусь. В составе Шершунского сельсовета.

## География
Ближайшие населённые пункты Дворище, Курневичи и др.

### Гидрография
На берегу реки Луковая.

## История
В 1905 году в Радошковской волости Вилейского уезда Виленской губернии.

## Население

### Численность
- 2012 год — 1 человек

### Динамика
- 2009 год — 1 человек (перепись населения)[2]
- 2012 год — 1 человек

## Улицы
- Хуторская